# Roßauer Lände
Roßauer Lände – jedna ze stacji metra w Wiedniu na Linia U4. Została otwarta 15 sierpnia 1978. 
Znajduje się w 9. dzielnicy Wiednia Alsergrund, a nazwa stacji pochodzi od ulicy Rossauer Lände.